# 小野俊之
小野 俊之（おの としゆき、1976年4月21日 - ）は競輪選手。日本競輪選手会大分支部所属、ホームバンクは別府競輪場。日本競輪学校（当時。以下、競輪学校）第77期生。師匠は中西龍太郎（56期）。

## 来歴
大分県別府市出身。
大分県立日出暘谷高等学校在学中から自転車競技を行っており、3年生のときに出場した1994年のジュニア世界選手権自転車競技大会（エクアドル・キト）のスプリントで銅メダルを獲得。同年、アジア競技大会（広島）のスプリントでも銅メダル。また同年には高校生ながらも、世界自転車選手権（イタリア・シチリア島）の日本代表メンバーにも選出された。
これら高校時代の実績から、競輪学校には技能試験免除で第77期生として入学。同期には徳島の小倉竜二や愛知の山内卓也、静岡の村本大輔らがいる。
初出走は1996年4月18日の別府競輪場で、デビュー戦は2着だったが、翌日に初勝利を挙げ、更に翌日の決勝戦で1着となり、デビュー場所で初優勝を果たす。その後、同年のルーキーチャンピオンレース（立川競輪場）でも優勝を果たすなど、順調にS級へ駆け上がった。
2002年2月の第1回GII西日本王座戦（高松競輪場）決勝では、逃げる小嶋敬二の番手を1センター付近で小嶋マークの佐久間重光（後の日本競輪選手会理事長）から奪い取り、直線で小嶋を差して優勝。見事初代王者の座に就く。この年最後のGIだった11月の全日本選抜2着で得たGPP（2002年のみ適用されたグランプリポイント）により、KEIRINグランプリ02でKEIRINグランプリ初出場を果たす。
3年連続グランプリ出場となった2004年のKEIRINグランプリ（立川競輪場）では、逃げる齋藤登志信 - 岡部芳幸の3番手を神山雄一郎と取り合い、1センターで神山を制して3番手を奪い、直線に入って岡部後位から鋭く追い込み優勝（歴代13人目）。グランプリ初となる1億円の賞金を獲得し、この年の賞金王に輝いた。
この後一時低迷を見せたが、2011年10月に松阪競輪場で開催された共同通信社杯競輪秋本番の決勝では松岡貴久の後位から直線抜けだし9年振りのGII優勝を果たした。
2017年前期は、1997年7月以来のA級となった。同年後期からS級に復帰。
2020年後期から再びA級に陥落。
2022年にデビューした甲斐俊祐（121期）が、自身初の弟子となった。

## 主な獲得タイトルと記録
- 2004年 - KEIRINグランプリ04（立川競輪場）
- 年間賞金王1回 - 2004年

## エピソード
- KEIRINグランプリの優勝はあるが、GIレースの優勝はない。GIレースより先にKEIRINグランプリ優勝を果たしたのは、小野以外に山田裕仁（1997年）、有坂直樹（2006年）、和田健太郎（2020年）の例があるが、山田と有坂はグランプリ優勝翌年にGIレース（山田は全日本選抜競輪、有坂は日本選手権競輪）を制しており、2023年末時点でグランプリ優勝経験がありながらGIレースでの優勝経験がないのは、小野と和田健太郎の2人となっている。

- 2004年のグランプリ優勝時の表彰式では、予め用意していた別府八湯の文字が入ったハッピを着て、「これからも別府をよろしくお願いいたします!」とPRしていた。

- TBS系列で放送されていた、世界バリバリ★バリューに2004年、2007年と二度出演。2004年出演時にはスタジオにも顔を出した。その番組内で、「（カネは）いくらでも使っていいよ」と夫人に言っていたことが紹介される。夫人はテレビ大分の元アナウンサーであるが、馴れ初めはたまたま彼女が出演した番組を見て小野が一目ぼれし、その後局に問い合わせるなどして一方的にアタックをかけ、見事恋を実らせたという。

- 全盛期には、地区は異なるが村上義弘（京都）の番手[4][5][6][7]や（村上と絆が強い松本整や内林久徳を挟み）3番手[8][9]を回ることに拘った頃があり、それが影響したかどうかはわからないが、一時吉岡稔真との不仲が囁かれたことがあった。

- 2005年から翌年に短期間更新していた公式サイトでは、自身のテーマを「無道心」と表明していた[10]。

- 2012年8月15日放送の『マツコ&有吉の怒り新党』（テレビ朝日）内のコーナー「新・3大競輪・小野俊之のすごい追い込み」で小野が取り上げられたが、いずれも頭突きのシーン中心のレースであった（そのうちの1レースは進路妨害で失格になったものもあった）。取り上げられたのは以下のレースである。

| 放送順 | 開催日         | 競走名                                  | 開催場     | 頭突きをした相手 | 競走結果           |
| ------ | -------------- | --------------------------------------- | ---------- | ---------------- | ------------------ |
| 1      | 2011年10月10日 | 第27回共同通信社杯競輪秋本番・決勝      | 松阪競輪場 | 松岡貴久         | 優勝[11]           |
| 2      | 2009年8月1日   | 第25回全日本選抜競輪・一次予選          | 大垣競輪場 | 山口貴弘         | 失格(1着入線）[12] |
| 3      | 2011年9月1日   | 第54回オールスター競輪・S級特別選抜予選 | 岐阜競輪場 | 浅井康太         | 1着[13]            |
- 晩年は脚力の衰えもあり、2024年下期から最下層のA級3班（チャレンジ）に降格。KEIRINグランプリ優勝経験のある選手がチャレンジに出走するのは小野が初めてである[14]（KEIRINグランプリ出走経験のある選手がチャレンジに出走した例は佐古雅俊などがある）。